# La danseuse de corde
La danseuse de corde è un cortometraggio del 1897 diretto da Georges Hatot.